# Dendropicos xantholophus
El pito coronado (Dendropicos xantholophus) es una especie de ave piciforme de la familia Picidae que vive en África Central.

## Descripción
El pito coronado mide alrededor de 25 cm de largo. El plumaje de sus partes superiores es principalmente pardo, con la cola negra y el obispillo ligeramente amarillento. Su cabeza presenta un patrón listado en blanco y negro (con listas malares, oculares y pileales negras). Los machos tienen la parte superior del píleo amarillo. Sus partes inferiores son de color oliváceo con motas blancas y presentan cierto barrado claro en los flancos.

## Distribución y hábitat
Se encuentra en las selvas del norte de Angola, Camerún, sur de la República Centroafricana, República del Congo, República Democrática del Congo, Gabón, Kenia occidental, sureste de Nigeria, el suroeste de Sudán del Sur, Uganda y extremo noroccidental de Tanzania.